# Stichting Vriendschapsbanden Nederland Suriname
Stichting Vriendschapsbanden Nederland Suriname (VNS) is een Nederlandse ideële stichting die zich richt op de versterking van de banden tussen Nederland en Suriname.
De stichting heeft een anbi-status en werd in 2008 opgericht door twee burgemeesters van Surinaamse afkomst: Roy Ho Ten Soeng van Venhuizen (2000-2005) en Medemblik (2005-2007) en Franc Weerwind van Niedorp (2004-2009), Velsen (2009-2015) en Almere (2015-2022).
De organisatie wil de banden tussen Nederlanders en Surinamers versterken en in Nederland betrouwbare informatie verstrekken over maatschappelijke, culturele en politieke thema's in Suriname. Voor dit doel organiseert ze onder meer culturele activiteiten en workshops. In november 2015 organiseerde de VNS een fototentoonstelling over de hoogtepunten tijdens 40 jaar Surinaamse onafhankelijkheid.
Een ander middel is de organisatie van educatieve reizen naar Suriname, met als bijkomend doel de ondersteuning van de lokale bevolking. Jaarlijks organiseert de VNS een tiendaagse reis voor bestuurders en ondernemers. In 2012 was er een sterke terugval in het aantal aanmeldingen, nadat de regering-Bouterse I de Amnestiewet verruimde die Bouterse en andere Decembermoorden-verdachten had moeten behoeden voor gevangenisstraf. Hier kwamen veel vragen over. De stichting vond de politieke sancties van Nederlandse overheden onverstandig, omdat ze de bevolking en niet de politici zouden treffen, en is blij met de toenadering door de regering-Santokhi sinds 2020. Op 28 en 29 juni 2022 werd de VNS in de gelegenheid gesteld om als exposant deel te nemen aan het congres van de Vereniging Nederlandse Gemeenten.